# Benno Walter Gut
Benno Walter Gut, O.S.B., švicarski rimskokatoliški duhovnik, škof in kardinal, * 1. april 1897, Reiden, Švica, † 8. december 1970, Rim.

## Življenjepis
6. januarja 1918 je podal redovne zaobljube pri benediktincih in 10. julija 1921 je prejel duhovniško posvečenje.
15. aprila 1947 je postal opat opatije Marie Einsiedeln; potrjen je bil 26. aprila in 5. maja istega leta je bil ustoličen.
24. novembra 1959 je postal opat primas Reda sv. Benedikta.
10. junija 1967 je bil imenovan za naslovnega nadškofa Thuccabore, 18. junija je prejel škofovsko posvečenje, 26. junija je bil povzdignjen v kardinala in imenovan za kardinal-diakona S. Giorgio in Velabro ter 29. junija istega leta je bil imenovan za prefekta Kongregacije za obrede. 8. septembra 1967 je odstopil s položaja opata primasa.
7. maja 1969 je postal prefekt Kongregacije za božansko čaščenje.